# Anthony Tromba
Anthony Joseph Tromba (* 10. August 1943 in Brooklyn, New York City) ist ein US-amerikanischer Mathematiker, der sich mit Partiellen Differentialgleichungen, Differentialgeometrie und Variationsrechnung befasst.
Tromba studierte an der Cornell University mit dem Bachelor-Abschluss 1965 sowie an der Princeton University mit dem Master-Abschluss 1967 und der Promotion 1968 bei Stephen Smale (Degree theory on Banach manifolds). 1968 wurde er Assistant Professor an der Stanford University und 1970 Associate Professor sowie 1977 Professor an der University of California, Santa Cruz.
1975 war er am Institute for Advanced Study und 1970 Gastprofessor an der Universität Pisa sowie 1974 an der Universität Bonn und der SUNY. Von 1992 bis 1995 hatte er einen Lehrstuhl an der Ludwig-Maximilians-Universität München inne.
Er befasst sich mit Anwendung nichtlinearer globaler Analysis auf partielle Differentialgleichungen, mit Minimalflächen, Morse-Theorie und differentialgeometrischer Beschreibung von Teichmüllerräumen Riemannscher Flächen mit Anwendungen auf Minimalflächen und in der Physik.

## Schriften
- Teichmüller theory in Riemannian Geometry, Birkhäuser 1992
- mit L. Andersson, V. Moncrief: On the global evolution problem in 2+1 gravity, J. Geometry and Physics, Band 23, 1997, S. 191–205
- On a natural affine connector on the space of almost complex structures and the curvature of Teichmüller space with respect to its Weil-Petersson metric,  Manuscripta Mathematica, Band 56, 1996,  S. 475–497.
- On the number of simply connected minimal surfaces spanning a curve, Memoirs AMS, Nr. 194, 1977
- A general approach to Morse theory, J. Differential Geometry, Band 12, 1977, S. 47–85
- mit Friedrich Tomi Existence theorems for minimal surfaces of non-zero genus spanning a contour, Memoirs AMS, Nr. 382, 1988
- mit F. Tomi The index theorem for minimal surfaces of higher genus, Memoirs AMS, Nr. 560, 1995
- mit Stefan Hildebrandt: Mathematics and optimal form. Scientific American Books, New York NY 1985, ISBN 0-7167-5009-0 (In französischer Sprache: Mathématiques et formes optimales. L'explication des structures naturelles. Pour la Science, Paris 1986, ISBN 2-902918-49-6; in deutscher Sprache: Panoptimum, Mathematische Grundmuster des Vollkommenen (= Spektrum-Bibliothek. Bd. 12). Spektrum der Wissenschaft, Heidelberg 1987, ISBN 3-922508-82-0).
- mit Ulrich Dierkes, Stefan Hildebrandt: Global analysis of minimal surfaces, Springer Verlag 2010
- mit Ulrich Dierkes, Stefan Hildebrandt: Regularity of Minimal Surfaces, Springer 2010
- mit Kenneth McAloon Calculus, Harcourt, Brace, Jovanovich 1972 (mit Beteiligung von Jerrold Marsden u. a.)
- mit McAloon Calculus of one variable, Harcourt, Brace, Jovanovich 1972 (mit Beteiligung von Marsden u. a.)
- mit Jerrold Marsden Vector Calculus, Freeman, San Francisco, 5. Auflage 2003 (mit Beteiligung von Michael Hoffman, Joanne Seitz)
- mit Jerrold Marsden, Alan Weinstein Basis multivariable calculus, Freeman 2000
- Theory of Branched Minimal Surfaces, Springer Verlag 2012